# Municipio de Green (Nueva Jersey)
El municipio de Green (en inglés, Green Township) es una subdivisión administrativa del condado de Sussex, Nueva Jersey, Estados Unidos. Según el censo de 2020, tiene una población de 3,627 habitantes.
Abarca una zona fundamentalmente rural, aunque hay algunos pequeños pueblos en el área.

## Geografía
Está ubicado en las coordenadas 40°58′27″N 74°48′9″O / 40.97417, -74.80250 (40.974073, -74.802584).

## Demografía
Según la Oficina del Censo, en 2000 los ingresos medios por hogar en la región eran de $84,847 y los ingresos medios por familia eran de $89,788. Los hombres tenían unos ingresos medios de $61,576 frente a los $33,393 para las mujeres. La renta per cápita para la localidad era de $34,127. Alrededor del 1.6% de la población estaba por debajo del umbral de pobreza.
De acuerdo con la estimación 2015-2019 de la Oficina del Censo, los ingresos medios por hogar en la región son de $140,114 y los ingresos medios por familia son de $148,188. Alrededor del 5.5% de la población está por debajo del umbral de pobreza.